# IC 4611
IC 4611 ist eine linsenförmige Galaxie vom Hubble-Typ SB0-a im Sternbild Herkules. Sie ist schätzungsweise 407 Millionen Lichtjahre von der Milchstraße entfernt und hat einen Durchmesser von etwa 60.000 Lichtjahren.

Im selben Himmelsareal befinden sich u. a. die Galaxien NGC 6195, IC 4610, IC 4612.
Das Objekt wurde am 25. Juli 1903 von Stéphane Javelle entdeckt.